# Якби вона знала
«Якби вона знала» (нід. Ik wist het) — нідерландська романтична комедія 2022 року, знята режисером Джамелем Ааттаче (нід. Jamel Aattache). Фільм знятий за мотивами однойменного роману Шанталь ван Гастель (нід. Chantal van Gastel) 2014 року.

## Сюжет
Власниця квіткового магазину Мія — молода 30-річна жінка, яка більше не сподівається зустріти своє кохання. Але її життя змінюється після знайомства з чоловіком своєї мрії Фео. Однак, коли вона зустрічає Акселя, виникають сумніви. Мія повинна зробити вибір.

## Акторський склад
- Сігрід тен Напель — Мія
- Таріх Янссен — Фео
- Стів де Бот — Аксель
- Лоес Лука — Віола
- Вікторія Кобленко — Кара
- Меліса Дрост
- Топрак Ялчинер
- Хав'єр Гусман
- Нхунг Дам
- Роб Декай

## Виробництво
Знімання розпочалися в травні 2021 року біля сирного ринку в Едамі, де один з будинків був повністю переобладнаний під квітковий магазин. 18 лютого 2022 року було випущено оригінальну музику до фільму, написану Пітером Перквіном (Perquisite) та Джаспером Слідерінком (Sliderinc).

## Реліз та сприйняття
Прем'єра фільму відбулася 16 лютого 2022 року в Бельгії та 17 лютого 2022 року в Нідерландах. Фільм отримав неоднозначні відгуки в нідерландських виданнях.

## Музика
Для виконання головного треку фільму запросили американського співака Метта Сімонса і нідерландську співачку Табіту. Вони створили пісню, однойменну назві фільму, яка також мала певний успіх у нідерландських чартах.